# Theoderic
För kungarna med namnet Theoderik, se Theoderik
Theoderic eller Theodoricus, född i Rom, död 1102 i Cava de' Tirreni, var motpåve från den 8 september 1100 till januari 1101. 

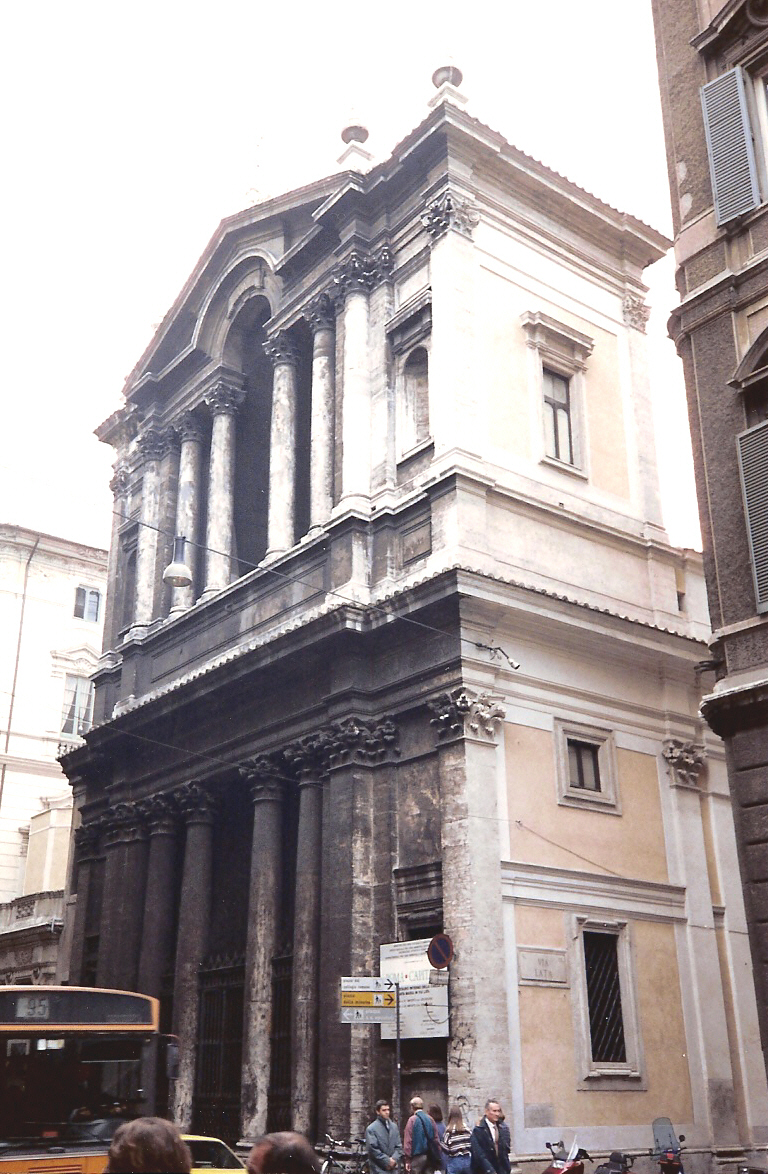
Kyrkan Santa Maria in Via Lata vid Via del Corso i Rom.

Man vet inte särskilt mycket om Theoderics karriär innan han valdes till motpåve. När motpåven Clemens III avled den 8 september 1100, samlades dennes anhängare i hemlighet i Peterskyrkan nattetid och valde Theoderic till ny motpåve. Denne Theoderic hade omkring 1084 utnämnts till kardinaldiakon (pseudokardinal) med Santa Maria in Via Lata som titeldiakonia. Vid sitt uppstigande på påvestolen var han biskop av Albano.
Enligt krönikorna kunde Theoderic ohotad i Rom styra kyrkan i 105 dagar, tills Paschalis II återvände till staden från södra Italien. Theoderic sökte då fly och söka beskydd hos kejsar Henrik IV, men han greps och fördes inför Paschalis II, som dömde honom till husarrest i klostret La Cava i närheten av Salerno. Han blev munk vid klostret, men avled redan året därpå, 1102.